# Wie wordt Euromiljonair?
Miljonair was een Belgisch quizprogramma dat voor het eerst in 1999 op VTM werd uitgezonden. Het is gebaseerd op het Britse Who Wants to Be a Millionaire?. Het programma begon in 1999 onder de naam Wie wordt Multimiljonair?. In 2002 werd het programma en de prijzen aangepast door de invoering van de Euro. Het programma heette vanaf dan Wie wordt Euromiljonair?. In 2006 stopte het programma na acht aansluitende seizoenen.
In 2017 keerde het programma terug maar met aanpassingen. Het programma heette nu Miljonair.

## Wie wordt Multimiljonair?
Het programma werd aangekondigd in 1999. Kandidaten konden zich inschrijven via de telefoon. Het hoogste te winnen bedrag was 20 miljoen Belgische frank.
In 2000 was er een speciale aflevering met bekende Vlamingen waar het gewonnen bedrag naar Levenslijn ging. Dit waren Daisy Van Cauwenbergh, Mimi Smith, Birgit Van Mol, Mark Demesmaeker, Piet Huysentruyt, Koen Wauters, Paul Jambers, Kurt Rogiers, Luk Alloo en Anne De Baetzelier.

### Format
De kandidaten namen eerst deel aan een voorronde. De winnaar hiervan mocht deelnemen aan de quiz. Bij het juist beantwoorden van alle vijftien meerkeuzevragen kon de kandidaat het hoogste geldbedrag winnen. Bij fout antwoord werd de kandidaat verwijderd en kreeg hij niks of het verzekerd bedrag indien de kandidaat die vraag al beantwoord had.
De kandidaat kon ook beroep doen op drie hulplijnen:
- Bel een vriend waarbij er gebeld werd naar een voorop gegeven contactpersoon waarmee de kandidaat kon overleggen.
- Hulp van het publiek waarbij het publiek de meerkeuzevraag moest beantwoorden en die resultaten werden getoond.
- 50-50 waarbij de computer twee foute antwoorden op de meerkeuzevraag verwijderde. Er bleef nog één fout antwoord over en het juiste antwoord.

### Prijzen
- 1. vraag • 1,000 BEF (€25)
- 2. vraag • 2,000 BEF (€50)
- 3. vraag • 5,000 BEF (€124)
- 4. vraag • 10,000 BEF (€248)
- 5. vraag  • 20,000 BEF (€496) (verzekerd bedrag)
- 6. vraag • 40,000 BEF (€992)
- 7. vraag • 80,000 BEF (€1,983)
- 8. vraag • 150,000 BEF (€3,718)
- 9. vraag • 300,000 BEF (€7,437)
- 10. vraag  • 500,000 BEF (€12,395) (verzekerd bedrag)
- 11. vraag • 1,000,000 BEF (€24,789)
- 12. vraag • 2,000,000 BEF (€49,579)
- 13. vraag • 5,000,000 BEF (€123,947)
- 14. vraag • 10,000,000 BEF (€247,894)
- 15. vraag  • 20,000,000 BEF (€495,787)

## Wie wordt Euromiljonair?
In 2002 werd door de invoering van de Euro de naam van het programma aangepast in Wie wordt Euromiljonair?. Ook de geldbedragen werden omgezet in euro. Het hoogste te winnen geldbedrag was nu  1,000,000 euro.
In 2003 werden er dertien afleveringen uitgezonden met bekende Vlamingen voor het goede doel.

### Format
Het format bleef ongewijzigd in vergelijking met de vorige seizoenen.

### Prijzen
- 1. vraag • €25
- 2. vraag • €50
- 3. vraag • €125
- 4. vraag • €250 
- 5. vraag  • €500 (verzekerd bedrag)
- 6. vraag • €1,000
- 7. vraag • €2,000 
- 8. vraag • €4,000
- 9. vraag • €8,000
- 10. vraag  • €12,500 (verzekerd bedrag)
- 11. vraag • €25,000
- 12. vraag • €50,000
- 13. vraag • €125,000
- 14. vraag • €250,000
- 15. vraag  • €1,000,000

## Miljonair
In de zomer van 2017 kondigde VTM aan dat het programma zou terugkeren maar in een nieuwe format. Het programma zou vanaf nu ook gepresenteerd worden door Staf Coppens.

### Format
Zes kandidaten namen eerst deel aan een voorronde (cf. Snelle Ronde). De winnaar hiervan won een hulplijn, De hulp van een vriend of 50-50. Erna namen de kandidaten een voor een deel aan de echte quiz. Er werden vijftien meerkeuzevragen gesteld die leidden naar de hoofdprijs van één miljoen euro. Bij ieder fout antwoord werd de kandidaat van het foute antwoord verwijderd en werd het geldbedrag verminderd. Elke deelnemer mocht één keer passen. De winnaar was degene die als laatste op de stoel zat.

### Prijzen
- 1. vraag • €100
- 2. vraag • €200
- 3. vraag • €300
- 4. vraag • €400 
- 5. vraag  • €500 (verzekerd bedrag)
- 6. vraag • €1,000
- 7. vraag • €2,000 
- 8. vraag • €3,000
- 9. vraag • €4,000
- 10. vraag • €5,000
- 11. vraag • €10,000
- 12. vraag • €25,000
- 13. vraag • €50,000
- 14. vraag • €100,000
- 15. vraag  • €1,000,000

Indien een kandidaat een juist antwoord gaf op de vraag van 500 euro, ging de kandidaat die als laatste op de stoel zat minstens met dit bedrag naar huis, ook als die de laatste vraag fout beantwoordde. Indien de kandidaat de laatste vraag juist beantwoordde, won die het bijhorende bedrag.
Voorbeeld: Indien vraag vijftien een vraag voor 10.000 euro was en de kandidaat deze fout beantwoordde, dan kreeg de kandidaat 500 euro. Antwoordde de kandidaat juist, dan ging die met de in dit voorbeeld verdiende 10.000 euro naar huis.

### Seizoenen

#### 2017
Het eerste seizoen volgens dit format werd op VTM uitgezonden vanaf maandag 7 augustus 2017.

#### 2018
Het tweede seizoen werd op VTM uitgezonden vanaf maandag 30 juli 2018 tot en met donderdag 30 augustus 2018. Het seizoen telde twintig afleveringen.